# ノスカピン
ノスカピン（英Noscapine）は、咳を鎮める目的で処方される医薬品の一種。商品名はナルコチン。

## 歴史
ノスカピンは1817年に“ナルコチン”という名前でフランスはパリの化学者であったピエール＝ジャン・ロビケにより初めて単離、同定された。ロビケは1815年から1835年の20年間にかけてモルヒネの単離方法の改良の研究を数多く行い、1832年にはもう一つの重要な粗アヘン抽出物であり、アヘン由来成分としては最も広く用いられている物質であるコデインを単離、命名している。

## 効能
延髄の咳中枢を抑制することにより、咳の発生が抑制される。コデインなどの麻薬性の中枢性鎮咳薬と異なり習慣性はない。鎮咳去痰薬として単独で処方されるほか、総合感冒薬に配合されることもある。

## 副作用
眠気や注意力の低下が生じるため、自動車等の運転には注意を要する。ほかに頭痛、吐き気、便秘などの症状が現れることがある。